# Scottish Open 1911
Die Scottish Open 1911 waren die fünfte Austragung dieser internationalen Meisterschaften von Schottland im Badminton. Sie fanden Anfang des Jahres in Glasgow statt. Bei dieser Auflage wurden nur vier Disziplinen ausgetragen, auf die Ausspielung des Dameneinzels wurde verzichtet. Gemeinsam mit den offenen Titelkämpfen fanden auch die geschlossenen nationalen Titelkämpfe von Schottland statt.

## Finalresultate
| Disziplin    | Sieger                        | Finalist                      | Ergebnis           |
| ------------ | ----------------------------- | ----------------------------- | ------------------ |
| Herreneinzel | George Alan Thomas            | Guy Sautter                   | 12–15, 15–4, 17–14 |
| Herrendoppel | Edward Hawthorn Guy Sautter   | George Alan Thomas Hugh Comyn | 10–15, 15–8, 17–14 |
| Damendoppel  | V. I. Todd H. C. A. Longmuir  | W. S. Gill K. Longmuir*       | 15–1, 15–1         |
| Mixed        | George Alan Thomas W. S. Gill | James Crombie V. I. Todd      | 15–12, 15–6        |

- Anmerkung : Yorkshire Post and Leeds Intelligencer listen Catherine Trench und E. F. Stewart als Finalisten im Damendoppel

## Sieger der Closed Scottish Championships
| Disziplin    | Sieger                        |
| ------------ | ----------------------------- |
| Herrendoppel | James Crombie H. J. H. Inglis |
| Mixed        | James Crombie V. I. Todd      |